# Eduard Valenta

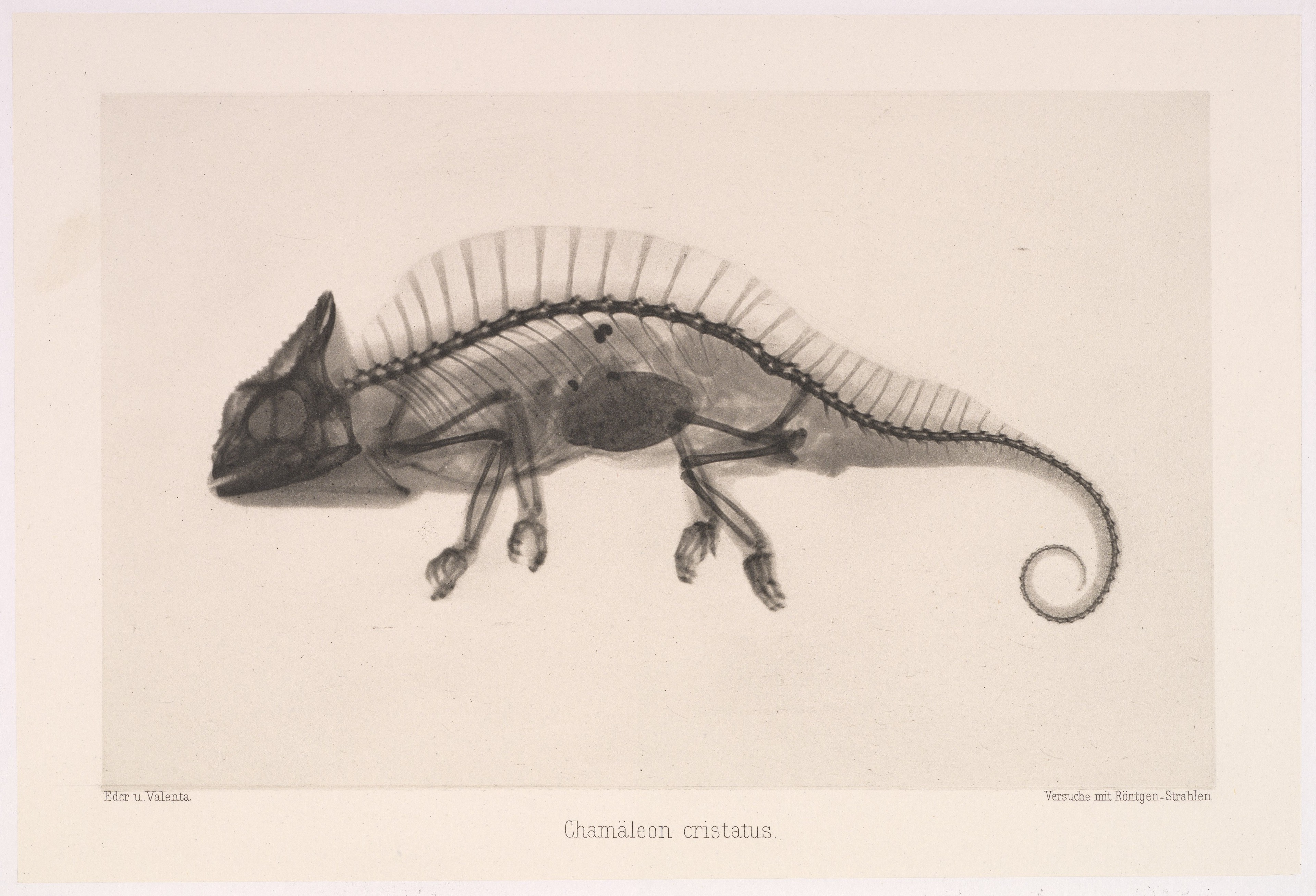
foto Eduard Valenta

Eduard Valenta, född 5 augusti 1857 i Wien, död där 19 augusti 1937, var en österrikisk fotokemist. 
Valenta var professor vid Graphische Lehr- und Versuchsanstalt i Wien.